# روبرت ثورمان
روبرت ثورمان (بالإنجليزية: Robert Thurman)‏ هو أمين فني وأستاذ جامعي وكاتب ومترجم أمريكي، ولد في 3 أغسطس 1941 في نيويورك في الولايات المتحدة.

## وصلات خارجية
- الموقع الرسمي
- روبرت ثورمان على موقع IMDb (الإنجليزية)
- روبرت ثورمان على موقع ميوزك برينز (الإنجليزية)
- روبرت ثورمان على موقع ديسكوغز (الإنجليزية)
- روبرت ثورمان على موقع قاعدة بيانات الفيلم (الإنجليزية)